# گورستان جوشین ۲
گورستان جوشین ۲ مربوط به هزاره اول قبل از میلاد است و در شهرستان ورزقان، بخش خاروانا، دهستان جوشین، ۲ کیلومتری شمال شرقی روستای جوشین واقع شده و این اثر در تاریخ ۸ بهمن ۱۳۸۵ با شمارهٔ ثبت ۱۷۱۰۶ به‌عنوان یکی از آثار ملی ایران به ثبت رسیده است.